# Joseph Pellerin

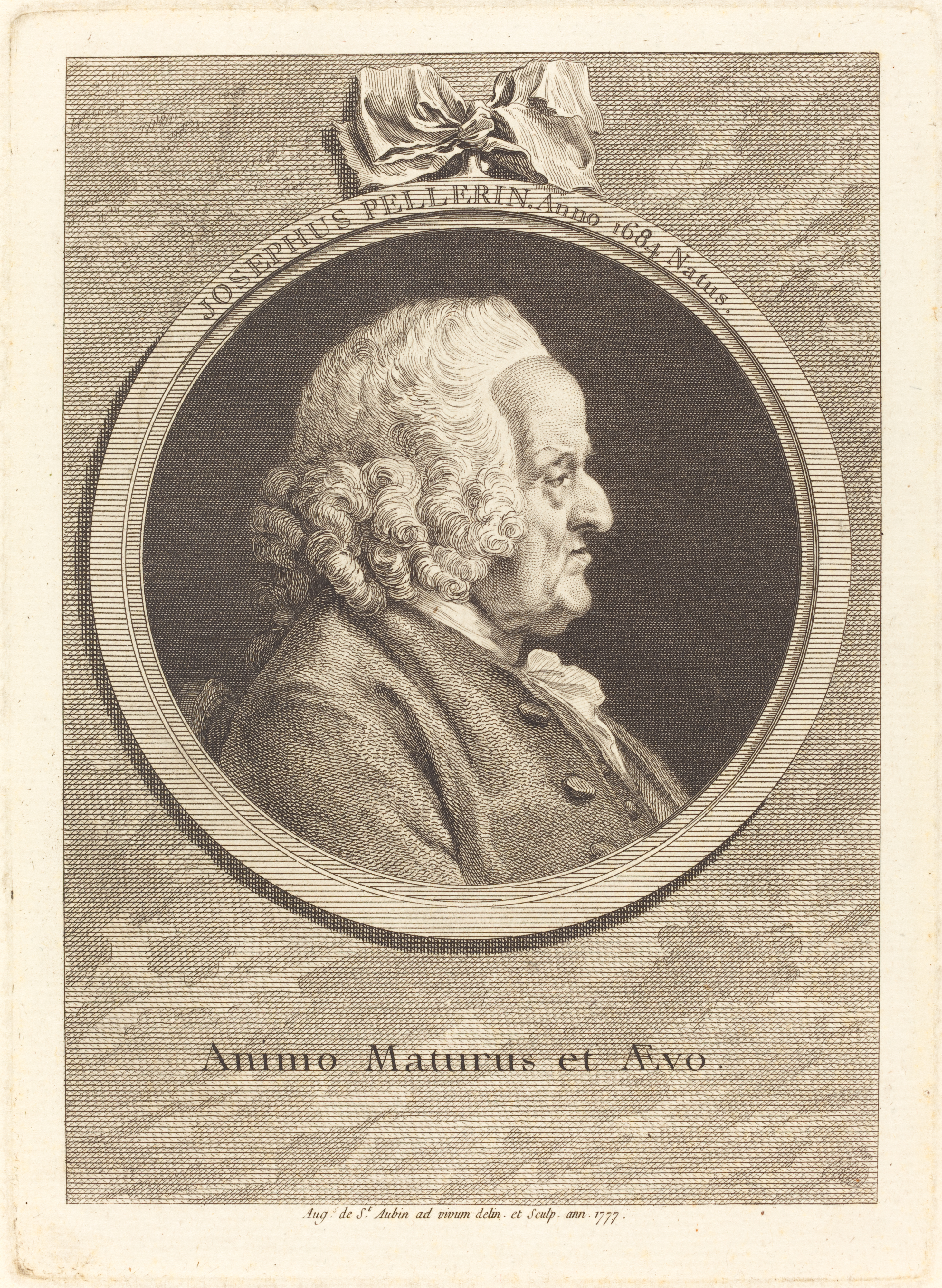
Joseph Pellerin auf einem Stich von Augustin de Saint-Aubin aus dem Jahr 1777

Joseph(e) Pellerin de Plainville (* 27. April 1684 in Marly-le-Roi; † 30. September 1782 in Paris) war ein Angehöriger der französischen Marine, wo er hohe Verwaltungspositionen erreichte. Er hat sich vor allem als Sammler und Erforscher antiker griechischer Münzen hervorgetan und gilt als Gründungsvater der modernen Numismatik.

## Leben, Leistungen und Wirkung
Joseph Pellerin studierte am zur Sorbonne gehörenden Collège de Navarre. Er hatte ein großes Talent für das Erlernen von Sprachen, sowohl alte als auch moderne. Er sprach Latein, Altgriechisch, Hebräisch, Syrisch, Arabisch, Englisch, Italienisch und Spanisch. 1706 trat er im Alter von 22 Jahren in den französischen Marinedienst und wurde dort zunächst Übersetzer und Dolmetscher. Dort konnte er 1709 auf sich aufmerksam machen, indem es ihm gelang, verschlüsselte Geheimdokumente von Erzherzog Karl von Österreich, dem österreichischen Prätendenten auf den Thron im Spanischen Erbfolgekrieg, zu entziffern, an denen zuvor ausgebildete Kryptografen gescheitert waren. 1711 wurde Pellerin Commis des bureaux de la Maison du roi (Sekretär und Leiter der Verwaltung) des Marineministers Jérôme Phélipeaux de Pontchartrain (1674–1747). In der Marine stieg er unter Louis-Alexandre de Bourbon, comte de Toulouse und Jean-Frédéric Phélypeaux, comte de Maurepas bis zum Commis à la Police des ports (Leiter der Hafenpolizei) auf. 1745 nahm er aufgrund von gesundheitlichen Probleme wegen Überarbeitung seinen Abschied, blieb aber weiterhin beratend für das Ministerium tätig. Schon zuvor hatte nach und nach sein gleichnamiger Sohn die Arbeiten seines Vaters übernommen. Der Sohn wurde auch wegen der Verdienste des Vaters 1740 in den Adelsstand erhoben. 1752 war Pellerin Mitbegründer der Académie de Marine. Gegen Ende seines Lebens erblindete er.

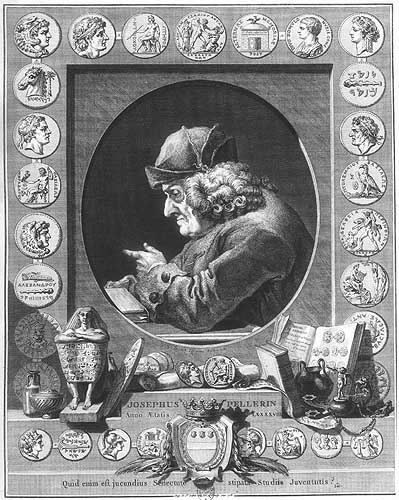
Zeitgenössischer Stich, Pellerin bei seiner numismatischen Forschung zeigend, umgeben von Münzbeispielen

Pellerin sammelte leidenschaftlich antike griechische Münzen. Dabei profitierte er von seinen guten Verbindungen zu den in der Levante tätigen französischen Konsuln. Zudem konnte er mehrere größere Münzsammlungen erwerben. Im Laufe seines Sammlerlebens trug er eine Sammlung von etwa 32.500 griechischen Münzen zusammen; es war die größte derartige Privatsammlung seiner Zeit. Nachdem sich das zunächst gute Verhältnis zu Jean-Jacques Barthélemy, dem Garde du Cabinet du Roi, dem Vorsteher der königlichen Sammlung, immer mehr verschlechtert hatte, musste der dem mittlerweile erblindeten Pellerin als Assistent dienende Gaspar Michel Le Blond (1738–1809) beim Verkauf der Sammlung an das königliche Münzkabinett vermitteln. Der Verkauf erfolgte schließlich 1776, zwei zugehörige prachtvolle Münzschränke für die herausragenden Stücke der Sammlung kamen erst nach dem Tod von Pellerin in die königliche Sammlung. Im zugehörigen Handapparat finden sich bis heute in den Randnotizen einige Spitzen gegen Barthélemy.
Pellerin zeichnete sich durch eine große Offenheit gegenüber neuen Entwicklungen und Ideen aus, was wohl in seiner Stellung bei der Handelsmarine begründet liegt. Vielfache Einflüsse, etwa aus der Kartografie, hatten nachhaltigen Einfluss auch auf seine Beschäftigung mit den antiken Münzen. So ordnete er seine Sammlung nicht mehr nach alphabetischen, sondern nach geografischen Aspekten. Zudem trennte er nicht mehr nach den Metallsorten Gold, Silber und Bronze in den Emissionsbereichen, sondern betrachtete sie zusammengehörig und unter ökonomischen Gesichtspunkten. Damit konnten auch neue Erkenntnisse zu den Beziehungen zwischen Städten und Regionen gewonnen werden. Auf der Grundlage von Pellerins Arbeiten verfeinerte Joseph Hilarius Eckhel das System noch weiter und erhob die Numismatik endgültig in den Rang einer Wissenschaft. Deshalb gilt Pellerin mit seinen neun Bänden des Recueil de médailles als Gründungsvater der modernen Numismatik.

## Familie

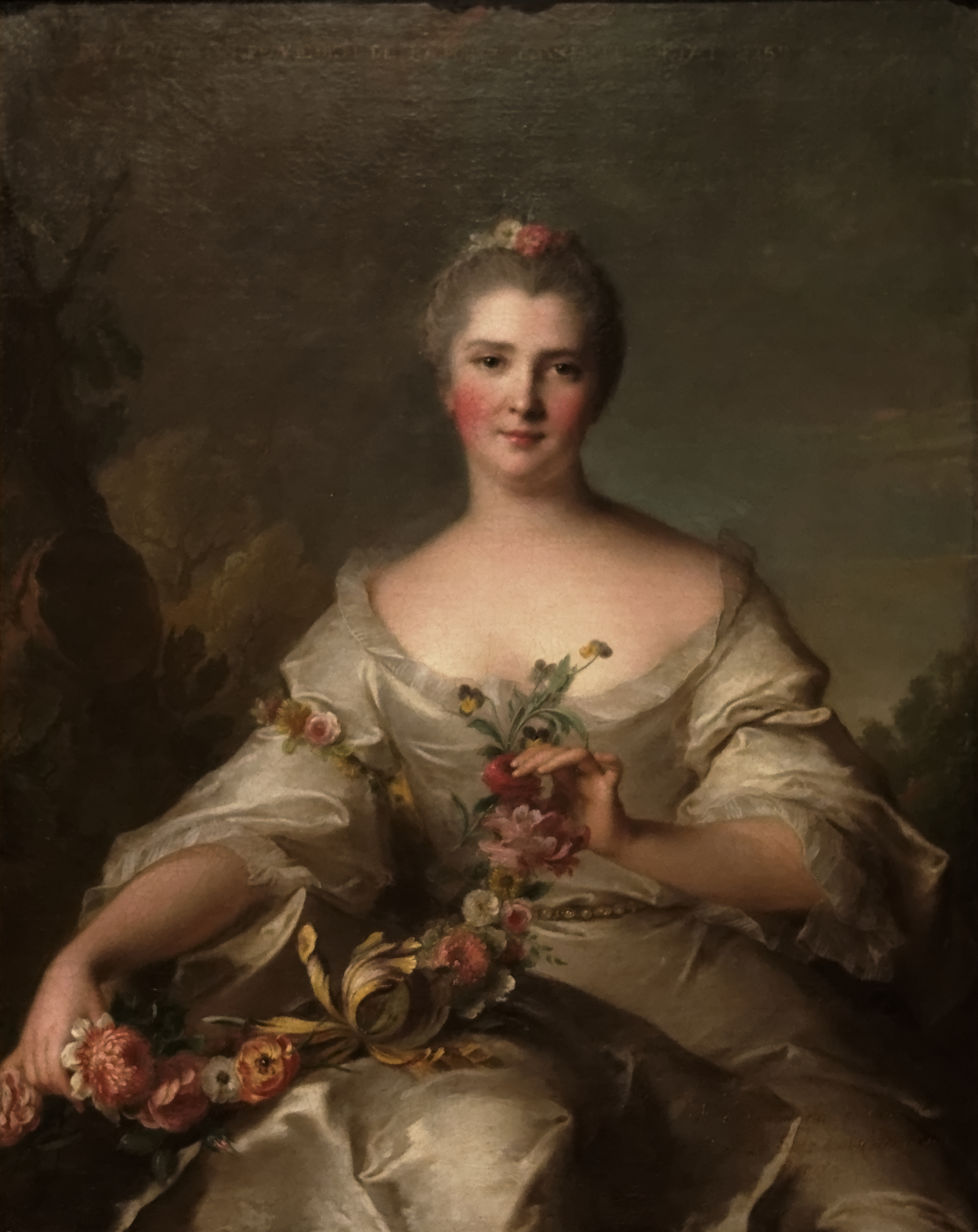
Die Tochter Marie-Anne, Madame de La Porte; Gemälde von Jean-Marc Nattier (1752); Museu Calouste Gulbenkian, Lissabon

Joseph Pellerin war mit Marie-Anne, der Nichte des Hofkomponisten Michel-Richard Delalande verheiratet. Beider Tochter Marie-Anne (1714–1763) heiratete Arnaud I de La Porte (1706–1770), der die Ämter des früh verstorbenen Sohnes Joseph übernommen hatte und hohe Positionen in der Verwaltung des nordamerikanischen Neufrankreichs erreichte. Der Enkel Arnaud II de La Porte (1737–1792) wurde Marineminister und Minister des königlichen Haushalts von Ludwig XVI. und starb als zweites politisches Opfer während der Französischen Revolution unter der Guillotine. Während der Restauration wurde der Urenkel Arnaud III de La Porte zum Baron ernannt, der Titel lebt in der Familie bis heute fort.

## Publikationen (Auswahl)
- Recueil de médailles de rois, qui n’ont point encore été publiées, ou qui sont peu connues. H. L. Guerin & L. F. Delatour, Paris 1762 (Digitalisat).
- Recueil de médailles de peuples et de villes, qui n’ont point encore été publiées ou qui sont peu connues. 3 Bände, H. L. Guerin & L. F. Delatour, Paris 1763.
- Mélange de diverses médailles pour servir de supplement aux Recueils des médailles de rois et de villes qui ont été imprimés en M.DCC.LXII. & M.DCC.LXIII. 2 Bände, H. L. Guerin & L. F. Delatour, Paris 1765 (Digitalisat Band 2).
- Supplément aux six volumes de Recueils des médailles de rois, de villes, &c. 4 Bände, H. L. Guerin & L. F. Delatour, Paris 1765–1767.
- Additions aux neuf volumes de Recueils de médailles de rois, de villes, &c. Veuve Desaint, Paris 1778 (Digitalisat).